# Dyskografia Freddiego Mercury’ego
Niniejszy artykuł zawiera kompletną solową dyskografię wokalisty zespołu Queen, Freddiego Mercury’ego.

## Albumy
| 1985                       | Mr. Bad Guy - Data: 29 kwietnia 1985 - Wydawca: CBS Records                                 | 6  | 11 | 23 | 14 | 20 | 13 | 17 | 159 | - UK: złota płyta   |
| 1988                       | Barcelona (oraz Montserrat Caballé) - Data: 10 października 1988 - Wydawca: Polydor Records | 15 | –  | –  | 18 | 37 | –  | 10 | –   | - UK: srebrna płyta |
| „–” album nie był notowany |                                                                                             |    |    |    |    |    |    |    |     |                     |

## Kompilacje
| 1992                       | The Freddie Mercury Album - Data: 16 listopada 1992 - Wydawca: Parlophone                                            | 4  | 3  | 2  | 8  | 35 | 12 | 9  | - UK: 2x platynowa płyta                     |
| 1992                       | The Great Pretender - Data: 24 listopada 1992 - Wydawca: Hollywood                                                   | –  | –  | –  | –  | –  | –  | –  |                                              |
| 1993                       | Remixes - Data: grudzień 1993 - Wydawca: Parlophone                                                                  | –  | 22 | 25 | 18 | –  | –  | –  |                                              |
| 2000                       | Solo - Data: 7 września 2000 - Wydawca: Parlophone                                                                   | –  | 55 | 36 | 42 | –  | –  | 21 | - UK: złota płyta                            |
| 2000                       | The Solo Collection - Data: 23 października 2000 - Wydawca: Parlophone                                               | –  | –  | –  | –  | –  | –  | –  |                                              |
| 2006                       | Lover of Life, Singer of Songs - The Very Best of Freddie Mercury Solo - Data: 4 września 2006 - Wydawca: Parlophone | 6  | 13 | 7  | 16 | 14 | 8  | 30 | - UK: złota płyta - POL: platynowa płyta DVD |
| 2016                       | Messenger of the Gods: The Singles - Data: 2 września 2016 - Wydawca: Mercury Records                                | 31 | 33 | 24 | 53 | –  | –  | 27 |                                              |
| „–” album nie był notowany | |    |    |    |    |    |    |    |                                              |

## Albumy wideo
| Rok  | Album                                                         |
| ---- | ------------------------------------------------------------- |
| 2000 | The Video Collection - Data: 27 listopada 2000 - Wydawca: EMI |

## Inne albumy
| Rok  | Album                                                                                                   | Pozycja na liście |
| Rok  | Album                                                                                                   | GER               |
| ---- | --- | ----------------- |
| 2012 | Barcelona: Special Edition (oraz Montserrat Caballé) - Data: 11 września 2012 - Wydawca: Island Records | 56                |

## Boxy
- 2019 – Never Boring

## Single
| 1973                        | „I Can Hear Music” / „Goin’ Back” (oraz Larry Lurex)                | –  | –  | –  | –  | –  |                                                    |
| 1984                        | „Love Kills”                                                        | 10 | 25 | 9  | 27 | 69 | Metropolis: The Original Motion Picture Soundtrack |
| 1985                        | „I Was Born to Love You”                                            | 11 | 17 | 20 | 24 | 76 | Mr. Bad Guy                                        |
| 1985                        | „Made in Heaven”                                                    | 57 | –  | –  | –  | –  | Mr. Bad Guy                                        |
| 1985                        | „Living on My Own”                                                  | 50 | 2  | –  | –  | –  | Mr. Bad Guy                                        |
| 1985                        | „Love Me Like There’s No Tomorrow”                                  | 76 | –  | –  | –  | –  | Mr. Bad Guy                                        |
| 1986                        | „Time”                                                              | 32 | –  | –  | –  | –  | Dave Clark’s „Time”: The Album                     |
| 1987                        | „The Great Pretender”                                               | 4  | 38 | –  | 15 | –  |                                                    |
| 1987                        | „Barcelona” (oraz Montserrat Caballé)                               | 8  | –  | –  | 8  | –  | Barcelona                                          |
| 1988                        | „The Golden Boy” (oraz Montserrat Caballé)                          | 86 | –  | –  | –  | –  | Barcelona                                          |
| 1988                        | „Guide Me Home/How Can I Go On” (oraz Montserrat Caballé)           | 95 | –  | –  | –  | –  | Barcelona                                          |
| 1992                        | „Barcelona” (reedycja; oraz Montserrat Caballé)                     | 2  | –  | –  | –  | –  | Barcelona / The Freddie Mercury Album              |
| 1992                        | „Guide Me Home/How Can I Go On” (reedycja; oraz Montserrat Caballé) | –  | –  | –  | –  | –  | Barcelona                                          |
| 1992                        | „In My Defence”                                                     | 8  | –  | –  | –  | –  | The Freddie Mercury Album                          |
| 1993                        | „The Great Pretender” (reedycja)                                    | 29 | –  | 26 | –  | –  | The Freddie Mercury Album                          |
| 1993                        | „Living on My Own” (Remix)                                          | 1  | 2  | 2  | 2  | –  | Remixes                                            |
| 2000                        | „Guide Me Home” (oraz Montserrat Caballé)                           | –  | –  | –  | –  | –  | Barcelona / Solo                                   |
| 2006                        | „Love Kills” (Sunshine People Remix)                                | –  | 83 | –  | 98 | –  | Lover of Life, Singer of Songs                     |
| „–” singel nie był notowany |                                                                     |    |    |    |    |    |                                                    |